# Berekum
Berekum is een plaats in Ghana (regio Brong-Ahafo). De plaats telt 39.649 inwoners (census 2000).
De plaatselijke voetbalclub is Berekum Arsenal.

## Geboren
- John Paintsil (1981), voetballer
- Emmanuel Badu (1990), voetballer